# 佐原純一
佐原 純一（さはら じゅんいち、天保14年4月26日〈1843年5月25日〉 - 1921年〈大正10年〉）は幕末から明治初期の数学者・教育者・官吏。旧名は内田松藏、改姓後は、佐原純吉とも。

## 経歴
- 1843年（天保14年）備後福山藩藩臣内田景山の子に生まれる[1]。長兄は内田雄木、次兄は奥医師内田養三。
- 1855年（安政2年）藩より長崎海軍伝習生の一人に抜擢（内田松藏名義[2]）。
- 1857年（安政4年）蕃書調所の神田孝平に数学を習う。
- 1865年（慶応元年）12月 開成所数学教授手伝出役に任命（佐原純吉名義）。
- 1866年（慶応2年） 数学教授出役に。
- 1868年（明治元年）12月 三等教授に。
- 1869年（明治2年）7月 少助教（佐原純吉名義）、12月 数学所取締に。
- 1871年（明治4年）2月 大学中助教に、4月 大舎長之心得を以て舎中事務担当。
- 1871年（明治4年）7月 文部省設置（大学廃止）により文部権大助教、8月の権官廃止により文部中助教、11月 九等出仕（編輯掛）に。
- 1872年（明治5年）2月 編輯大属に（9月の編輯寮廃止迄）。
- 1872年（明治5年）10月 正院八等出仕に。
- 1872年（明治5年）共学舎（箕作麟祥の家塾）の校主となり、英語・仏語・数学・漢学・筆学を教授。
- 1874年（明治7年）12月 正院七等出仕に（翌年9月 正院諸課局廃止により廃官）。
- 1876年（明治9年）5月 文部大録に（学務課）、9月 依願免本官、文部省雇として長崎師範学校へ赴任。
- 1876年（明治9年）11月 長崎師範学校長を嘱される（1878年の同校廃止迄）。
- 1878年（明治11年）8月 文部一等属に（会計課勤務、1880年に会計局に改称）。
- 1885年（明治18年）2月 内記局詰に、12月 依願免本官、文部省御用掛（准奏任）として内記局勤務に。
- 1886年（明治19年）総務局文書課勤務に（同僚に岡倉覚三）。
- 1889年（明治22年）宮内省調度局出仕（1893年迄・従七位勲八等）。
- 1901年（明治34年）7月 「箕作麟祥君伝」に談話を寄せる。
- 1921年（大正10年）死去。[3]

## 親族
- 妻：スミ（安政元年生[4]・7男6女の母[5]）
- 長男：佐原篤介（1874-1932）
  - 慶應義塾卒。同大学部法科中退、代言人増島六一郎の事務見習を経て、時事新報社に入社。1899年より通信員として上海赴任[5]。妻は三井物産・上田安三郎の長女。
- 次男：佐原敬二（1877-1939）[6]
  - 陸軍士官学校卒。陸軍騎兵大佐、岩手種馬育成所長（農林技師）。
- 三男：佐原義雄[7][8]
  - 慶應義塾卒[9]。三井物産漢口支店、大正海上火災保険（再保険部長）、吾妻硫黄株式会社（監査役）勤務。
  - 注意：同時代に協同組合・消費組合運動を指導した「佐原義雄」（笠原千鶴の筆名[10]）とは別人。
- 六男：佐原六郎（1895-1988）[11]
  - 京都帝大文学部哲学科社会学専攻卒。慶應義塾大学予科兼高等部教授、戦後は同大学文学部教授（社会学・社会心理学）、普通部長兼幼稚舎長（1946-47）、大学院社会学研究科委員長を歴任、名誉教授。
- 七男：佐原忠雄（1897-????）[4]
  - 早稲田大学卒、南満鉱業大阪出張所勤務。
- 長女：マス、夫：古屋恒次郎（帝国大学医科大学薬学科卒、薬学博士。千葉医学専門学校教授）
- 三女：文、夫：高尾幸次（東京帝大法科大学卒。長崎及び横浜税務監督局長）
- 五女：久、夫：石井鹿之助（東京帝大哲学科〈支那哲学〉卒。神宮皇學館教授、白峯神宮宮司）
- 六女：クニ、夫：藤田幸吉（東京帝大法科大学卒。東京古河銀行副支配人）
- 孫：尾崎忠二郎（篤介の次男：1910-????）[12]
  - 宇都宮高等農林学校卒。千葉県農林技手、国連アジア極東経済委員会事務局職員、農林大臣官房調査官等を歴任。
- 孫：佐原良太郎（義雄の長男：1912-????）[13]
  - 京都帝大理学部卒、秋田大学鉱山学部教授、名誉教授。
- 孫：佐原真（忠雄の次男：1932-2002）
  - 考古学者。京都大学大学院文学研究科博士課程修了。奈良文化財研究所埋蔵文化財センター長、国立歴史民俗博物館館長を歴任。

## 訳書
- 『算術及代数』（『文部省百科全書』の一部、1879年）
- 『幾何学』（『文部省百科全書』の一部、1880年）